# ジーノ・ロート
ジーノ・ロート（Zeno Roth、1956年6月30日 - 2018年2月5日）は、ドイツ出身のロックミュージシャン、シンガーソングライター、作家。
主にハードロックの分野で活動し、ロックバンド「ジーノ」の主宰者としても知られる。ソングライターとしても非凡な才能を発揮し、日本でも高い評価を得た。実兄はギタリスト、ウリ・ジョン・ロート（元スコーピオンズ）。

## 略歴
- 1956年6月30日：ドイツ・デュッセルドルフ(Duesseldorf, Germany) にてロート家の次男として生まれる。父、カール・ヨーゼフ・ロート(Carl Josef Roth) はジャーナリストとして活躍していたが、同時に多くの著書もあった。
- 1963年：北ドイツのハノーファー（Hannover）に移住。
- 1973年6月：兄ウリ・ジョン・ロートがスコーピオンズ(SCORPIONS) に参加。
- 1974年：ウレ・リトゲン(Ule Ritgen)、アヒム・キルシュニング(Achim Kirschning <key>)、フランク・トレ(Frank Tolle <ds>) をメンバーに、最初のバンド「BLACK ANGEL」を結成。
- 1979年～1983年：バンド名やメンバーはそれぞれ変えながらも、この時期、多種類のバンドを結成していく。多くの曲や詞を自らのバンドのために書く。後の「ZENO」の曲となる作品もこの時期にいくつか作られている。
- 1984年2月：ウレ・リトゲン(Ule Ritgen) とともにバンドZENOを結成。デモの制作をはじめる。マイケル・フレクシグ(Michael Flexig) がヴォーカリストとして参加。デモとして収録されたのは、“Eastern Sun” “A Little More Love” “Signs On The Sky” “Don't Tell The Wind” “Far Away” “Love Will Live” の6曲。多くの大手レーベルがこのデモに興味を示す。
- 1984年6月：EMI UKとレコード契約を結ぶ。ヨーロッパにおける新人バンドのディールとしては、その契約金の高さで、破格の契約のひとつとなる。
- 1985年1月：アルバム「ZENO」のレコーディングが、英国のアビー・ロード・スタジオ(Abbey Road Studios)を含む、世界各国の多くのスタジオを使って開始される。チャック・バーギ(Chuck Burgi <ds>)、スチュワート・エリオット(Stuart Elliot<ds>)、カール・マーシュ(Carl Marsh <key>)、ドン・エイリー(Don Airey <key>)、クリス・トンプソン(Chris Thompson) らがレコーディングに参加。
- 1985年8月：アルバム「ZENO」完成。
- 1986年3月：ファースト・シングル「A Little More Love」がリリースされた後、アルバム「ZENO」が、ヨーロッパ、アメリカ、続いて日本でも発売される。
- 1986年5月～：ブラック・サバス(BLACK SABBATH) のサポートアクトとしてヨーロッパをツアー。ロッド・モーゲンスタイン (Rod Morgenstein <ds>) とラリー・ドヴォースキン (Larry Dvoskin <key>) がこのツアーに参加。
- 1986年6月～7月：クロークス(KROKUS) 、 キール(KEEL)とともにアメリカツアーを行う。また、英のフェスティバルでクイーン(QUEEN) とも共演。
- 1986年9月：ZENOのセカンド・アルバムのためのレコーディング開始。（“Heat of Emotion” “Out in the Night” “Is It Love” も、このときにレコーディングされている。）
- 1988年8月：マイケル・フレクシグ(Michael Flexig)がバンドを脱退し、新しいヴォーカルとしてトミー・ハート(Tommy Heart) がZENO に加入。さらに“Surviving the Night” “Together” などがレコーディングされる。ゲフィン(Geffen Records) が興味を示すが、ディールには至らなかった。
- 1989年：事実上、バンドZENO 解散。活動の中心を音楽から執筆に移す。多くの詩や歌詞、哲学書、ウィリアム・シェイクスピア(William Shakespeare) に関する小説やジャン＝ジャック・ルソー(Jean-Jacques Rousseau) に関する論文等、幅広い執筆活動を行う。また同時に、自分や他のバンドのための作曲活動も続ける。
- 1991年4月：ウリ・ジョン・ロート(Uli Jon Roth) 総指揮の下、ケルンで行われた「ザ・ジミ・ヘンドリクス・コンサート ( The Jimi Hendrix Concert）」に参加。
- 1993年4月：ZENO から派生したバンド、フェア・ウォーニング(FAIR WARNING) により、日本で“Eastern Sun”などが演奏される。
- 1993年10月：アルバム「ZENO」がCD化され、日本で東芝EMIより再発される。
- 1993年11月：1987年から1994年までにレコーディングされた曲を収録した、プロジェクト・アルバムのリリースを決める。ゼロ・コーポレーション（当時）と契約を結ぶ。
- 1993年12月：新たな着眼点で、ジミ・ヘンドリックス(Jimi Hendrix) に関する本を執筆する構想を練る。
- 1994年10月：アルバムのレコーディングを開始。モニカ・ダンネマン(Monika Dannemann) による、ジミ・ヘンドリックス(Jimi Hendrix) の精神的、哲学的局面に焦点を当てたアート・ブックの出版が具体化し、この本の共著者となる。
- 1995年3月8日：アルバム「Zenology」リリース。
- 1995年8月：モニカ・ダンネマン(Monika Dannemann)（共著：ジーノ・ロート）による「The Inner World of Jimi Hendrix」がイギリスで出版される。
- 1996年～：3作目のレコーディングを開始。すべての楽器を担当する。
- 1998年1月28日：日本で「Listen To The Light」がゼロ・コーポレーション（当時）よりリリースされる。オリコン・チャートで、初登場26位、洋楽部門では6位。
- 1999年4月：BURRN! 誌の読者による年間人気投票で、「Listen To The Light」がアルバム部門の2位、ジーノ・ロートがギタリスト部門の2位、ソングライター部門3位、"Meet Me At The Rainbow" が曲部門の9位に選出される。
- 2000年8月：英国に移住。新作のためのレコーディングを続ける。
- 2003年10月：過去3作 (ZENO、ZENOLOGY、LISTEN TO THE LIGHT) のデジタル・リマスター・バージョンの発表を決定。伝説のデモと称されたファーストアルバムのデモを含む ZENO の歴史上の楽曲を「The Making of ZENO」と題して、ボーナス・トラックとする構想を練る。
- 2005年7月：東芝EMIより「Zenology II」発売。
- 2006年9月6日：8年ぶりのスタジオ新作「Runway To The Gods」リリース（東芝EMI）。オリコンのデイリー・ランキングで、初登場19位となる。
- 2018年2月5日：61歳で死去。実兄のウリ・ジョン・ロートから亡くなった事が伝えられ、日本向けに日本人妻であるNaoko Roth（ロート直子）未亡人よりメッセージが送られた[1]。

## ソロとバンド活動の概要
活動の歴史は、ジーノ・ロート（Zeno Roth）とウレ・リトゲン（Ule W Ritgen：現フェア・ウォーニング）が1970年代の初めにハノーファー（Hannover）で、彼らの最初のバンド、ブラック・エンジェル(BLACK ANGEL)を結成したことで幕を開ける。クリーム(Cream)、イエス(Yes)、ジミ・ヘンドリックス(Jimi Hendrix)などのクラシック・ロック・バンドから多大な影響を受けたふたりは、大学に通いながら何年間かともに演奏を続けていたが、1977年にブラック・エンジェルは解散。その後、ウレ・リトゲンはジーノの兄、ウリ・ジョン・ロート(Uli Jon Roth) のプロジェクト「エレクトリック・サン(ELECTRIC SUN)」にベースとして参加。その3枚のアルバムでベースを担当することになる。
1980年に入り、ジーノ・ロートとウレ・リトゲンは再び活動を共にする。そしてこの頃、バンドの方向性が明らかに新しいものとなる。ジーノによれば、「音楽がメロディ主体になり、これまでの楽曲以上に強いヴォーカルラインを持つようになった。2本のギターだけでなく、キーボードやバックグラウンド・ハーモニーなどの要素も加わったし、とにかくこれぞ自分たちの目指すもの…というサウンド形式が始まった。」
リード・シンガーとしてマイケル・フレクシグ(Michael Flexig)が加わったことで、ハードロック・バンド「ジーノ (ZENO)」の骨格が出来上がる。この3人で非常に完成度の高いデモ・トラックを制作。これが英国のEMI（EMI UK）の目に留まり、当時の新人としては、その契約金の高さで破格のレコード・ディールへと結びついた。
ジーノ・ロートの名前でもある「Zeno」は、ギリシャの哲学者でストイシズム(Stoicism)哲学を築いたゼノン（Zeno Of Citium）に由来する。ゼノンの哲学は、論理学・自然学・倫理学に三分され、これらが融合してストア哲学を形成する。「自然に従って生きよ」が、ゼノンとストア派の柱となっている。
ギリシャの哲学者のスピリットを受け継ぎ、ジーノ・ロートは、音楽のみならず文才もいたるところで発揮している。1stアルバム「Zeno」が1986年に発表されたあと、当時の音楽シーンがメロディアス・ロックには好意的でなかったことも手伝って、彼は文筆活動に専念している。
ZENO のパートナー、ウレ・リトゲンは旧バンドを再編し「フェア・ウォーニング(Fair Warning) 」を結成。1993年の来日公演後に過去の縁もあり、日本でもZENO の1stアルバムが再発された。
未発表曲を集めた「ジーノロジー（Zenology）」 は、1994年にゼロ・コーポレーション（当時）からリリース。
1998年にアルバム 「リッスン・トゥー・ザ・ライト（Listen To The Light）」が発表された。
その後、創作のためにしばしの沈黙を保ったジーノは、2005年に再び未発表曲を集めた「Zenology II」（東芝EMI）を発表。
そして2006年9月6日。前作「リッスン・トゥー・ザ・ライト（Listen To The Light）」からは8年ぶりとなる新作、「ランウェイ・トゥー・ザ・ゴッズ（Runway To The Gods）」を発表。ヴォーカルをマイケル・フレクシグからマイケル・ボーマン（Michael Bormann）に変更された。

## 語録
「ジーザスを信じるのにクリスチャンになる必要はなく、仏陀を信じるのに仏教徒になる必要はない。ヒンドゥー教徒にならずとも、古いインド哲学の多くの思想を信じることはでき、宗教家になることなく神を信じることができる。そして、利己的になることなく自分を信じる…。」
"I believe in Christ, without being a “Christian”, I believe in Buddha, without being a “Buddhist”, I believe in many concepts of the old Indian religions, without being a “Hindu”, I believe in God without being “religious” in a formal sense, I believe in myself without being “selfish”…"
「未来はわれわれの手の中にある。いくつもの暗い時代を越えて、再生と希望は、子どもたちとともにやってくる。子どもたちはこの世界に光を持ってやってくるのである。」
"The future lies in our hands. After times of dark, Rebirth will follow and new hope will come with the children. They bring the Light to this world."
「可能性を限定してしまうのは、あなた自身なのだ。自分自身の肉体を越えてみると、内包されていた未知の感覚を感じることができる。」
"Our senses are limited only to the extent that we limit our Selves. Transcend the merely physical aspect of your existence, and your inner senses will grow."
「自分自身の内なる声を聴け。ほかの声には惑わされるな。」
"Do not follow any one but the voice of your own true Self."

## ディスコグラフィー
ソロ作品
- Zeno (1986)
- Zenology (1995)
- Listen to the Light (1998)
- Zenology II (2005)
- Runway to the Gods (2006)

ゲスト参加
ELECTRIC SUN
- Earthquake 	Brain/Metronome Gmbh (1979)
- Fire Wind (1980)
- Beyond the Astral Skies (1985)

Velvet Viper
- Velvet Viper (1991)